# Guédel Ndiaye
Pour les articles homonymes, voir Ndiaye.
Guédel Ndiaye (né en 1954) est un avocat et un dirigeant sportif sénégalais, président de la Fédération sénégalaise de rugby (FSR).

## Biographie
Kaolackois de naissance (né le 17 mars 1954), fils de l'illustre avocat/politicien sénégalais Valdiodio N'diaye, et père de deux enfants, à la suite de l'expulsion de sa famille, Guédel Ndiaye a vécu ses jeunes années en France où il a développé sa passion pour le rugby tout en suivant un brillant parcours scolaire et universitaire (Docteur en droit à 24 ans). De retour au Sénégal au début des années 1980, il est depuis un avocat reconnu du barreau dakarois et l’un des principaux acteurs du rugby sénégalais depuis plus de deux décennies.
C’est à Carcassonne dans le sud de la France, que Guedel Ndiaye a développé son amour pour le ballon ovale, d’abord comme joueur à XIII pendant plusieurs saisons en première division française à L' A.S.Carcassonne XIII et Pennautier XIII , puis à XV. Consacré des deux côtés de la Méditerranée, il a été capitaine de l’équipe de France universitaire en 1978 avant de devenir capitaine de l'équipe du Sénégal de rugby à XV en 1982.
Après avoir mis fin à sa carrière de joueur, il s’est progressivement investi dans l’animation et le développement du rugby au Sénégal, d’abord comme président de club à Dakar en 1990, puis en prenant les rênes en 1995 de la Fédération sénégalaise de rugby qu’il préside depuis dix ans.
Investi également dans d’autres sports, il décide au début des années 2000 de se consacrer essentiellement à la Fédération sénégalaise de rugby (FSR), regroupant autour de lui quelques bénévoles pour développer un sport encore mal connu des Sénégalais. Avec l’appui de la Fédération internationale de rugby (IRB), il met en place un Plan de développement qui lui vaut d’être attributaire de l'IRB Award Development 2004 (Oscar du développement du rugby décerné par l'International Rugby Board) qu’il reçoit des mains de Syd Millar à Londres.
L’entrée remarquée du Sénégal dans le monde de l’Ovalie en ce début de millénaire lui vaut également d’être nommé « Ambassadeur du rugby » par le Comité d'Organisation de la Coupe du Monde 2007.